# Сара Ванделла
Сара Ванделла (англ. Sarah Vandella, нар. 2 грудня 1983) — американська порноакторка.

## Біографія
Гародилася і виросла в родині реформістських юдеїв у Хіксвеллі (штат Нью-Йорк). Під час навчання в школі підробляла в Dunkin' Donuts і перукарні. Після закінчення школи була танцюристкою в секс-шопі, а також у двох борделях в Неваді (Wild Horse Adult Resort &amp; Spa і Sheri's Ranch).
В порноіндустрію потрапила в 2007 році у 24 роки. З 2009 по 2010 знімалася для порностудії Zero Tolerance під ім'ям Сара Слоун (англ. Sara Sloane). Знялася у понад 20 порнофільмах студії, після чого звільнилася і стала зніматися під справжнім ім'ям. До 2012 року знімалася в основному в сценах глибокого горла, зрідка анального сексу. З 2012 почала більше зніматися в сценах анального сексу.
За даними на 2019 рік знялася в 803 порнофільмах.

## Нагороди та номінації
- 2009 номінація на XRCO Award — Deep Throat Award[10]
- 2009 номінація на Urban X Award — Краща парна сцена сексу — Booty I Like 5[11]
- 2010 номінація на AVN Award — Краща парна сцена сексу — Booty I Like 5[12]
- 2010 номінація на AVN Award — Краща сцена сексу від першої особи — Pole Position: Lex POV 9
- 2011 номінація на AVN Award — Краща актриса другого плану — Official Wife Swap Parody[13]
- 2011 номінація на AVN Award — Краща сцена стриптизу — Downtown Girls
- 2011 номінація на AVN Award — Краща сцена тріолізму (Ж/Ж/М) — All About Sara Слоун
- 2011 номінація на AVN Award — Краща лесбійська сцена сексу за фільм Girlfriends 2 (разом з Санні Леоне, Хізер Вандевен і Енн Марі)
- 2012 номінація на AVN Award — Краща акторка другого плану — Official Psycho Parody[14]
- 2012 номінація на AVN Award — Краща сцена мастурбації — Superstar Showdown: Alexis Texas vs. Sarah Vandella
- 2012 номінація на AVN Award — Краща сцена групового лесбійського сексу — All About Kagney Linn Karter
- 2012 номінація на XBIZ Award — Краща акторка — повнометражний фільм — Bridesmaids XXX[15]
- 2016 номінація на XBIZ Award — Краща акторка — повнометражний фільм — Love, Sex & TV News